# امر-کمپرسکیوم
امر-کمپرسکیوم (به هلندی: Emmer-Compascuum) یک منطقهٔ مسکونی در هلند است که در امن (درنته) واقع شده‌است.